# Спортска хала ЈАССА
Спортска хала ЈАССА је вишенаменска спортска дворана у Јагодини, Србија. Хала има две трибине истог капацитета од 1.200 места, тако да је укупан капацитет хале 2.400 места.
Хала је отворена 1978. године као Хала спортова Младост, а данашњи назив ЈАССА је у ствари скраћеница од Јагодински спортски савез, који управља халом.
Први концерт у Хали спортова "Младост" у Светозареву је одржао Здравко Чолић у оквиру турнеје "Путујући земљотрес",1978. године.
Површина хале је 5500 m2, док је величина терена 40x20 метара. Од пратећих спортских садржаја ту су још мала сала величине терена 20x12 метара, куглана, теретана и џудо сала димензија 15x8 метара. У склопу хале се још налазе ресторан, бифе, мала и велика сала за прославе и канцеларијски простор за више клубова. Паркинг испред хале има места за око 1000 возила.